# 阿維斯王朝
阿維斯王朝是1385年～1580年間統治葡萄牙王國的王朝。創造大航海時代的黃金期。

## 歷代國王
阿維斯家族
- 約翰一世　（在位：1385年 - 1433年）
- 杜阿爾特一世　（在位：1433年 - 1438年）
- 阿方索五世　（在位：1438年 - 1481年）
- 約翰二世　（在位：1481年 - 1495年）

阿維斯-貝雅家族
- 曼紐一世　（在位：1495年 - 1521年）
- 約翰三世　（在位：1521年 - 1557年）
- 塞巴斯提安　（在位：1557年 - 1578年）
- 亨利一世　（在位：1578年 - 1580年）
  - 安東尼歐　（在位：1580年 - 1583年） ※王位請求者

| 前任： 勃艮第王朝 | 葡萄牙及阿爾加維國王 | 繼任： 哈布斯堡王朝 |

## 關連項目
- 聖文森版畫